# Hugo Schulman
Carl Magnus Hugo Schulman, född 31 december 1850 i Fredrikshamn, död 16 februari 1919 i Grankulla, var en finländsk militär och krigshistoriker.
Schulman, som fått sin militära utbildning i Ryssland, utmärkte sig under turkiska kriget (hans Minnen från fälttåget i Turkiet 1877–1878 utgavs 1955) och var 1881–1902 chef för kadettkåren i Fredrikshamn; han erhöll generalmajors avsked. Han var 1903–1910 intendent för Borgå historiska museum.
Schulman utgav de uppmärksammade krigshistoriska arbetena Händelserna i Finland under Krimkriget (1905) och Striden om Finland 1808–1909 (1909) samt jämte Sigurd Nordenstreng matrikeln Finska kadettkårens elever och tjänstemän 1812–1912 (1912).